# Tomaspisinella transita
Tomaspisinella transita är en insektsart som beskrevs av Victor Lallemand 1938. Tomaspisinella transita ingår i släktet Tomaspisinella och familjen spottstritar. Inga underarter finns listade i Catalogue of Life.